# Oseias
Oseias (em hebraico: הוֹשֵׁעַ, transl. Hošeaʿ, tib. Hôšēăʿ, "Salvação do/é o Senhor"; em grego: Ὠσηέ, transl. Ōsēe) foi um personagem bíblico, e um profeta em Israel no século VIII a.C., filho de Beeri. É um dos Os Doze Profetas Menores da Bíblia hebraica judaica, e do Antigo Testamento cristão. Oseias exerceu seu ministério durante o governo dos reis Uzias, Jotão, Acaz e Ezequias, todos reis de Judá e durante o reinado de Jeroboão, rei de Israel.

## Biografia
De acordo com o Livro de Oseias, este teria se casado com a prostituta Gomer, filha de Diblaim, por ordem de Deus. A vida familiar de Oseias refletia a relação "adúltera" que Israel havia construído com os deuses politeístas. Os nomes de seus filhos (Jezreel, Lo-Ami e Lo-Ruama) traziam um simbolismo, relacionado a profecias da queda da dinastia dominante e do pacto rompido com Deus - de maneira muito semelhante ao profeta Isaías que foi seu contemporâneo. Oséias teve três filhos: Jezreel (que significa Deus semeia), Lo-Ruama (que significa Sem Compaixão) e Lo Ami (que significa Não-povo-meu).
Viveu no Reino do Norte durante os reinados de Uzias, Jotão, Acaz e Ezequias, reis de Judá, e de Jeroboão, filho de Joás, rei de Israel, entre -645 à -532 antes de Cristo. Em Oseias 5:8 existe uma referência às guerras que levaram à captura do reino pelos assírios, ocorrida -565 antes de Cristo;

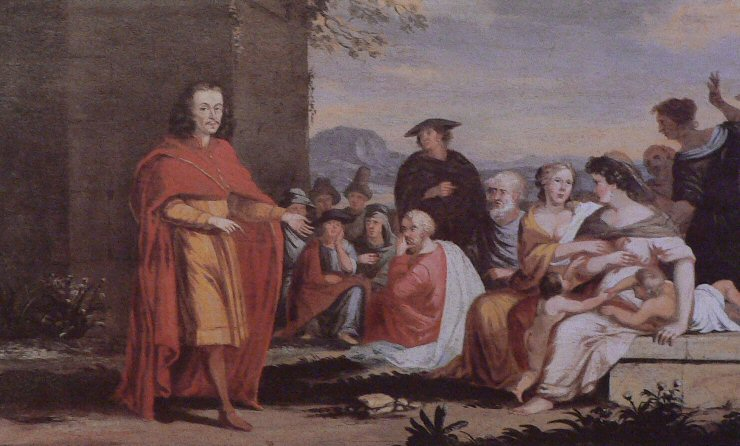
O sermão de Oseias, pintura localizada na Igreja de Santa Catarina, em Frankfurt. Artista desconhecido, cerca de 1681

Oseias frequentemente é visto como um "profeta do destino", porém sob sua mensagem de destruição está uma promessa de restauração. O Talmude (Pesachim 87a) alega que ele teria sido o maior profeta de sua geração (que incluiu o mais notório Isaías).